# Busloup
Busloup és un municipi francès, situat al departament del Loir i Cher i a la regió de Centre – Vall del Loira. L'any 2007 tenia 448 habitants.

## Demografia

### Població
El 2007 la població de fet de Busloup era de 448 persones. Hi havia 182 famílies, de les quals 44 eren unipersonals (16 homes vivint sols i 28 dones vivint soles), 69 parelles sense fills, 57 parelles amb fills i 12 famílies monoparentals amb fills.
La població ha evolucionat segons el següent gràfic:
Habitants censats

### Habitatges
El 2007 hi havia 233 habitatges, 184 eren l'habitatge principal de la família, 36 eren segones residències i 13 estaven desocupats. 228 eren cases i 2 eren apartaments. Dels 184 habitatges principals, 154 estaven ocupats pels seus propietaris, 26 estaven llogats i ocupats pels llogaters i 4 estaven cedits a títol gratuït; 5 tenien una cambra, 18 en tenien dues, 45 en tenien tres, 60 en tenien quatre i 57 en tenien cinc o més. 129 habitatges disposaven pel capbaix d'una plaça de pàrquing. A 85 habitatges hi havia un automòbil i a 87 n'hi havia dos o més.

### Piràmide de població
La piràmide de població per edats i sexe el 2009 era:
| Homes | Edats   | Dones |
| ----- | ------- | ----- |
| 0     | 95 o +  | 0     |
| 1     | 90 a 94 | 3     |
| 0     | 85 a 89 | 2     |
| 5     | 80 a 84 | 3     |
| 9     | 75 a 79 | 13    |
| 7     | 70 a 74 | 16    |
| 8     | 65 a 69 | 15    |
| 10    | 60 a 64 | 6     |
| 7     | 55 a 59 | 7     |
| 14    | 50 a 54 | 10    |
| 16    | 45 a 49 | 14    |
| 16    | 40 a 44 | 16    |
| 19    | 35 a 39 | 15    |
| 9     | 30 a 34 | 7     |
| 10    | 25 a 29 | 12    |
| 7     | 20 a 24 | 5     |
| 16    | 15 a 19 | 13    |
| 15    | 10 a 14 | 15    |
| 4     | 5 a 9   | 9     |
| 13    | 0 a 4   | 12    |

## Economia
El 2007 la població en edat de treballar era de 292 persones, 204 eren actives i 88 eren inactives. De les 204 persones actives 185 estaven ocupades (104 homes i 81 dones) i 19 estaven aturades (10 homes i 9 dones). De les 88 persones inactives 38 estaven jubilades, 24 estaven estudiant i 26 estaven classificades com a «altres inactius».

### Ingressos
El 2009 a Busloup hi havia 181 unitats fiscals que integraven 421 persones, la mediana anual d'ingressos fiscals per persona era de 17.490 €.

### Activitats econòmiques
Dels 13 establiments que hi havia el 2007, 2 eren d'empreses de fabricació d'altres productes industrials, 2 d'empreses de construcció, 3 d'empreses de comerç i reparació d'automòbils, 1 d'una empresa de transport, 1 d'una empresa d'hostatgeria i restauració, 1 d'una empresa d'informació i comunicació, 2 d'empreses de serveis i 1 d'una entitat de l'administració pública.
Dels 3 establiments de servei als particulars que hi havia el 2009, 1 era una fusteria, 1 lampisteria i 1 agència immobiliària.
L'any 2000 a Busloup hi havia 10 explotacions agrícoles que ocupaven un total de 1.050 hectàrees.

## Poblacions més properes
El següent diagrama mostra les poblacions més properes.